# 孫文
孫 文（そん ぶん、拼音: Sūn Wén、注音: ㄙㄨㄣ ㄨㄣˊ、1866年11月12日（同治5年10月初6日） - 1925年（民国14年）3月12日）、別名孫 逸仙（英語: Sun Yat-sen）は、中華民国の政治家・革命家・思想家・政治運動家・医師。初代中華民国臨時大総統。中国国民党総理。
「中国革命の父」である。中華民国では中国最初の共和制の創始者として長らく国父と呼ばれ、近年は中華人民共和国でも「近代革命先行者（近代革命の先人）」の「国父」として、再評価が進んでいる。
中国語圏では孫文よりも日本名の中山 樵（なかやまきこり）をとった孫 中山（そん ちゅうざん）の名称が一般的であり、孫中山先生と呼ばれている。1935年から1948年まで発行されていた法幣（不換紙幣）で肖像に採用されていた。現在は100新台湾ドル紙幣に描かれている。中国国民党では現在も、孫文は「党総理」であると党則第15章で定めている。

## 呼称・号
譜名は徳明（とくめい）、字は載之（さいし）、号は日新（にっしん）、逸仙（いっせん）または中山、幼名は帝象（ていしょう）。他に中山 樵（なかやま きこり）、中山 二郎（なかやま にろう）、高野 長雄（たかの ながお）、ドクター・アロハがある。中国や台湾では孫中山として、欧米では孫逸仙の広東語ローマ字表記であるSun Yat-senとして知られる。

### 号の由来
孫文は日本亡命時代には東京府の日比谷公園付近に住んでいた時期があった。公園の界隈に「中山」という邸宅があったが、孫文はその門の表札の字が気に入り、日本滞在中は「中山 樵（なかやま きこり）」を名乗っていた。なお、その邸宅の主は貴族院議員の中山孝麿侯爵で、孝麿の叔母中山慶子（中山一位局）は明治天皇生母である。また、宮崎滔天から孫文亡命の協力を頼まれた犬養毅と平山周が、身を隠すための孫文の日本名として中山忠能（明治天皇の祖父）から拝借したとする説もある。
章士釗が1903年に宮崎滔天の『三十三年の夢』を『大革命家孫逸仙』に翻訳した際、孫の姓と偽名「中山樵」を併用しており、「孫中山」と呼び、後に中国での孫の通称になった。孫は自分を「孫中山」とは呼ばず、すべての公文書や手紙に「孫文」の名で署名している。
生まれ故郷である広東省の中山市（孫文にちなんで香山県から改称）、中華人民共和国を代表する大学のひとつである中山大学、南極大陸の中山基地、そして現在台湾や中国にある「中山公園」、「中山路」など「中山」がつく路名や地名は孫文の号・孫中山からの命名である。

## 生涯

### 生い立ち

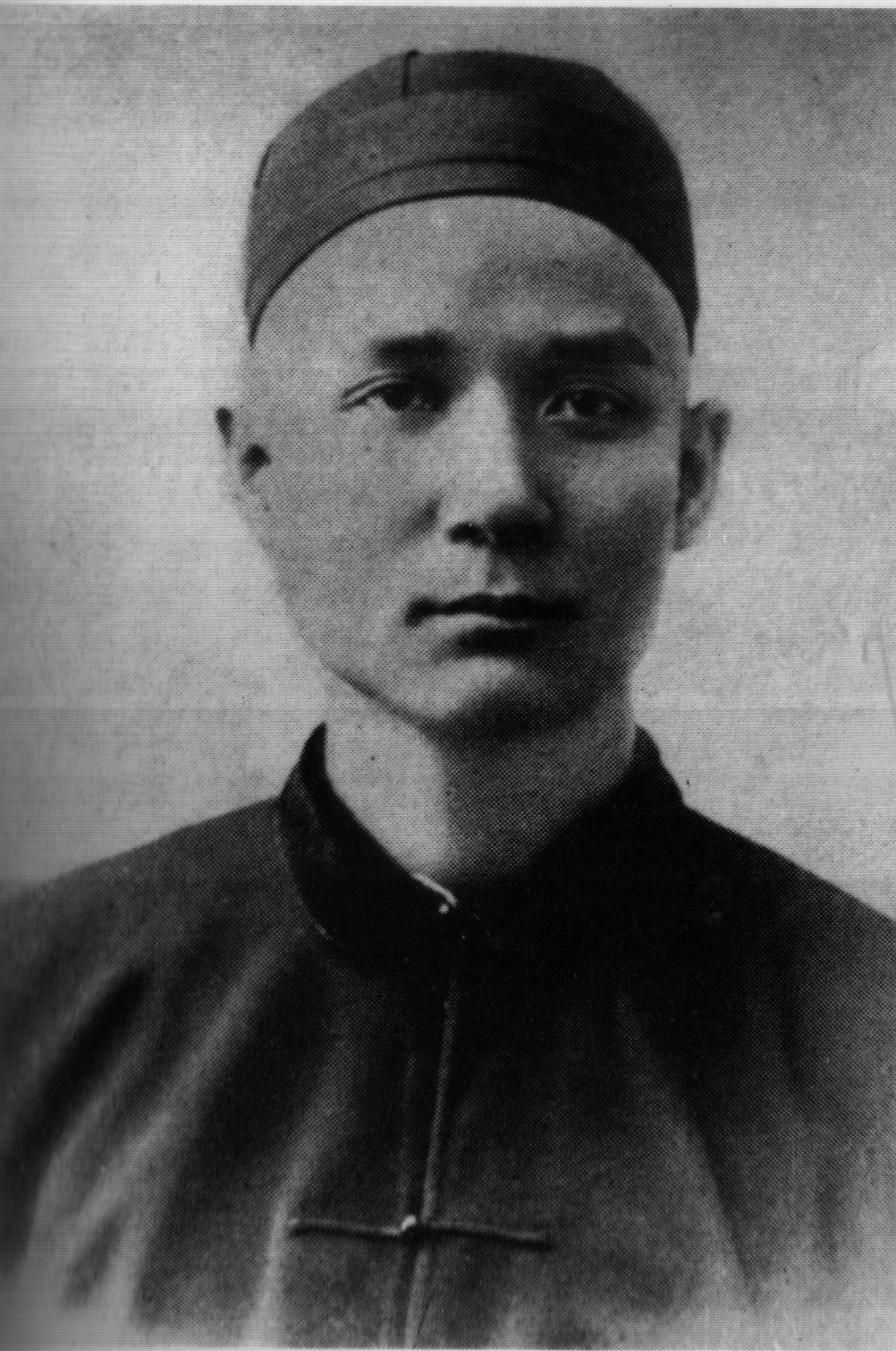
孫文（17歳）

清国広東省香山県翠亨村（現中山市）の農民の家に生まれる。父は孫達成（号：孫道川）、母は楊氏であり、5番目の子として生まれた。兄2人と
姉2人がいたが兄と姉1人ずつは幼くして亡くなり、孫文が生まれた時は父親は53歳、母親は38歳であった。12歳の時、地域で信仰された洪聖大王の木像を地元の子供らと壊したから兄の監督下に置かれる。当時のハワイ王国に出稼ぎで渡っていた兄の孫眉からの支援を得て、1878年に母と共にオアフ島ホノルルに移住。後に同地のイオラニ・スクールを卒業し、同市のプナホウ・スクールでも学び西洋思想に目覚めるが、兄や母は孫文が西洋思想（特にキリスト教）に傾倒することを心配し、1883年に中国に戻された。
帰国後、イギリスの植民地の香港にある香港西医書院（香港大学の前身）で医学を学びつつ革命思想を抱くようになり、ポルトガルの植民地のマカオで医師として開業した。

### 革命家へ

#### 日本へ亡命
清仏戦争のころから政治問題に関心を抱き、1894年11月にハワイで興中会を組織した。翌年、日清戦争の終結後に広州での武装蜂起（広州蜂起）を企てたが、密告で頓挫し、日本に亡命した。1897年、宮崎滔天の紹介によって政治団体玄洋社の頭山満と出会い、頭山を通じて平岡浩太郎から東京での活動費と生活費の援助を受けた。住居である早稲田鶴巻町の2千平方メートルの屋敷は犬養毅が斡旋した。
1899年、義和団の乱が発生。翌年、孫文は恵州で再度挙兵するが失敗に終わった。1902年、中国に妻がいたが日本人の大月薫と結婚した。また、浅田春という女性を妾にし、同伴させていた。

#### アメリカとヨーロッパへ
アメリカとイギリスを渡り、一時清国公使館に拘留される。その体験を『倫敦被難記』として発表し、世界的に革命家として有名になる。1904年、清朝打倒活動の必要上「1870年11月、ハワイのマウイ島生まれ」扱いでアメリカ国籍を取得した。
以後、革命資金を集める為に世界中を巡った。
1905年にヨーロッパから帰国をする際にスエズ運河を通った際に、現地の多くのエジプト人が喜びながら「お前は日本人か」と聞かれ、日露戦争での日本の勝利がアラブ人ら有色人種の意識向上になっていくのを目の当たりにしている。孫文の思想の根源に日露戦争における日本の勝利があるといわれる。
長い間、満洲民族の植民地にされていた漢民族の孫文は、「独立したい」「辮髪もやめたい」と言っていた。同年、宮崎滔天らの援助で東京府池袋にて興中会、光復会、華興会を糾合して中国同盟会を結成。ここで東京に留学中の蔣介石と出会う。

### 中華民国建国

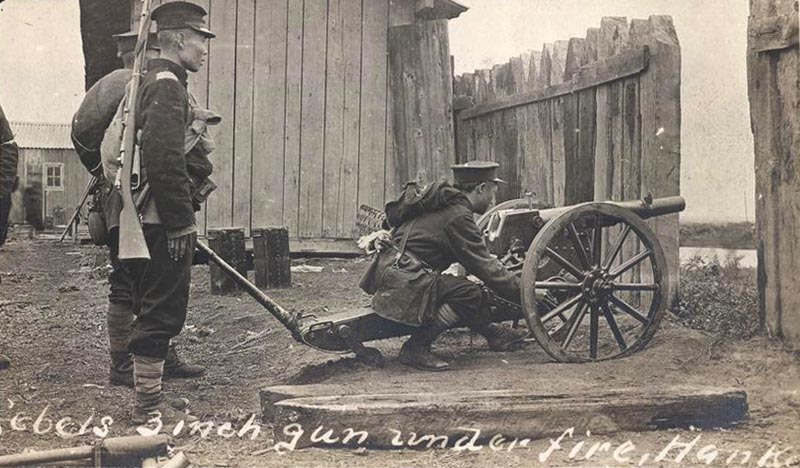
武昌蜂起の兵士たち

1911年10月10日、共進会と同学会の指導下、武昌蜂起が起き、各省がこれに呼応して独立を訴える辛亥革命に発展した。当時、孫文はアメリカにいた。独立した各省は武昌派と上海派に分かれ革命政府をどこに置くか、また革命政府のリーダーを誰にするかで争ったが、孫文が12月25日に上海に帰着すると、革命派はそろって孫文の到着に熱狂し、翌1912年1月1日、孫文を臨時大総統とする中華民国臨時政府が南京に成立した。

### 国民党と第二革命・第三革命
1913年3月、国会議員選挙において中国同盟会を発展させ、孫文が理事長である「国民党」が870議席の内401議席を獲得。同党の実質的な指導者である宋教仁を総理とした。宣統帝の退位と引き換えに清朝の実力者となった袁世凱はアメリカの政治学者グッドナウによる強権政治（中央集権的な統治）の意見を取り入れ、自身の権力拡大を計り、宋教仁を暗殺し、国民党の弾圧をはじめた。これに伴い、同年7月、袁世凱打倒の第二革命がはじまる。1914年に孫文は中華革命党を組織するが、袁は議会解散を強行した。
1915年に袁世凱は共和制を廃止、帝政を復活させ、自らが中華帝国の皇帝に即位しようとした。直ちに反袁・反帝政の第三革命が展開される。翌年、袁世凱は病死するが、段祺瑞が後継者になる。

### 広東軍政府と護法運動
この頃、各地では地方軍人による独自政権が樹立され、「軍閥割拠」の状況であった。孫文は、西南の軍閥の力を利用し、1917年、広州で広東軍政府を樹立する。しかし、軍政府における権力掌握のために、旧広西派の陸栄廷を攻撃した事が原因となり、第一次護法運動は失敗に終わった。また、第二次護法運動では中華民国正式政府を成立させたが、連省自治を主張する陳炯明との路線対立により六・一六事変が勃発して失敗、蔣介石や陳策らと共に広州を脱出した。なお、この時に孫文が脱出に使用した「砲艦永豊」は、後に彼を記念して「中山」と改名された。

### 再び日本へ
孫文は一時的に再び日本へ亡命した。日本亡命時には「明治維新は中国革命の第一歩であり、中国革命は明治維新の第二歩である」との言葉を犬養毅へ送っている。
この頃に同じ客家でもある宋嘉澍の次女の宋慶齢と結婚した。結婚年については諸説あるが、孫文が日本亡命中の1913年 - 1916年の間とされ、この結婚を整えたのは資金面で支援をしていた日本人の梅屋庄吉であった。
当時、日本の政財界の重鎮であった久原房之助は別邸の日本閣（現在の白金八芳園にある料亭「壺中庵」）に孫文を招いた。完成したばかりの「蘭の間」を提供、異国で過ごす友人を励まし、労った。
この蘭の間には「孫文の抜け穴」と呼ばれる抜け道が用意してあり、不測の事態に備えた仕掛けであった。壁には暖炉の裏に通じる隠し戸があり、それを抜けると地下トンネルを通って逃げられるようになっていた。

### 五・四運動の影響
1915年、第一次世界大戦中の日本が対華21ヶ条要求を北京政府に要求。1917年にはロシア革命が起きる。第一次世界大戦後の1919年1月のパリ講和会議によってドイツから山東省権益が日本に譲渡されたのを受けて、中国全土で「抗日愛国運動」が盛り上がった。五・四運動である。
この運動以降、中国の青年達に共産主義思想への共感が拡大していく。陳独秀や毛沢東もこの時にマルクス主義に急接近する。この抗日愛国運動は孫文にも影響を与え、「連ソ容共・労農扶助」と方針を転換した。
旧来のエリートによる野合政党から近代的な革命政党への方針転換を決断し、ボリシェビキをモデルとした。ロシアからコミンテルン代表のボロディンを国民党最高顧問に迎え、赤軍にあたる国民革命軍と軍官学校を設立した。それゆえ、中国共産党と中国国民党とを「異母兄弟」とする見方もある。

### 佐々木到一軍事顧問就任

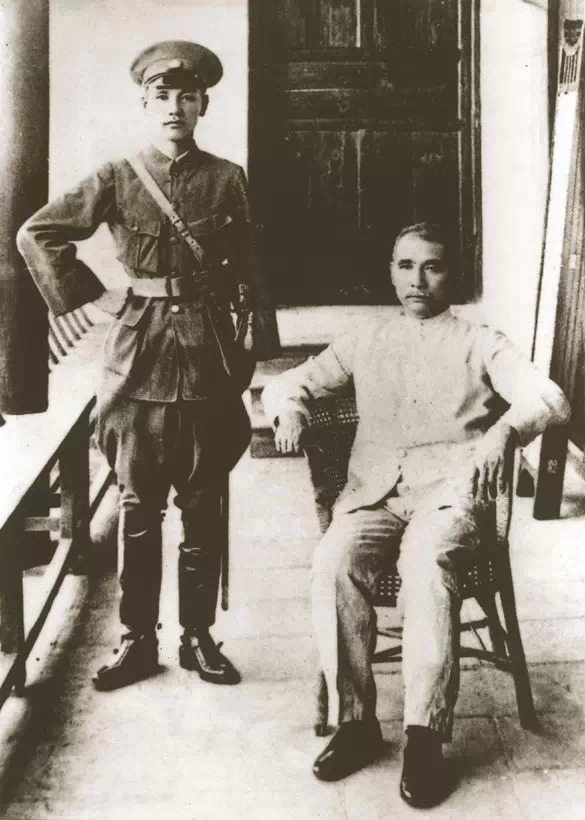
孫文（右）と蔣介石

1922年に日本の広東駐在武官となった佐々木到一は、当時、中国国民党の本拠であった広東で国民党について研究し、その要人達と交わり、深い関係を持った。佐々木は後年に国民党通と言われる。孫文が陳炯明を追い払うと要請を受け、孫文の軍事顧問となる。
佐々木は孫文の軍用列車に便乗して国民党の戦いぶりを観察している。列車の中で孫文から蔣介石を紹介された。なお人民服（中山服）のデザインも佐々木の考案に基づいたされる。佐々木は1924年に帰国するが、その後も孫文とは交遊を続けた。

### 孫文・ヨッフェ共同宣言
1922年のコミンテルン極東民族大会において「植民地・半植民地における反帝国主義統一戦線の形成」という方針採択を受けて、1923年1月26日には孫文とソビエト連邦代表アドリフ・ヨッフェの共同声明である「孫文・ヨッフェ共同宣言」が上海で発表され、中国統一運動に対するソビエト連邦の支援を誓約し、ソ連との連帯を鮮明にした。この宣言はコミンテルン、中国国民党および中国共産党の連携の布告であった。ソビエト連邦の支援の元、2月21日、孫文は広州で広東大元帥府の大元帥に就任した。
しかし、連ソ容共・工農扶助への方針転換に対して、反共的な蔣介石や財閥との結びつきの強い人物からの反発も強く、孫文の死後に大きな揺り戻しが起きることとなる。なお、孫文の妻でその遺志を継いだ宋慶齢は大陸に止まり、中国国民党革命委員会を結成して蔣介石を「裏切り者」と攻撃している。

### 国共合作
1923年6月の中国共産党第三回全国代表大会においてコミンテルン代表マーリン指導で、国共合作が方針となった。
コミンテルンの工作員ミハイル・ボロディンは、ソ連共産党の路線に沿うように中国国民党の再編成と強化を援助するため1923年に中国に入り、孫文の軍事顧問・国民党最高顧問となった。ボロディンの進言により1924年1月20日に中国共産党との第一次国共合作が成立。これが軍閥に対抗する準備となる。黄埔軍官学校も設立され、赤軍にあたる国民革命軍の組織を開始する。1925年にはソビエト連邦により中国人革命家を育成する機関を求める孫文のためにモスクワ中山大学が設立された。
1924年10月、孫文は北上宣言を行い、全国の統一を図る国民会議の招集を訴えた。同11月には日本の神戸で有名な「大アジア主義講演」を行う。日本に対して「西洋覇道の走狗となるのか、東洋王道の守護者となるのか」と問い、欧米の帝国主義にたいし東洋の王道・平和の思想を説き、日中の友好を訴えた。

### 死去

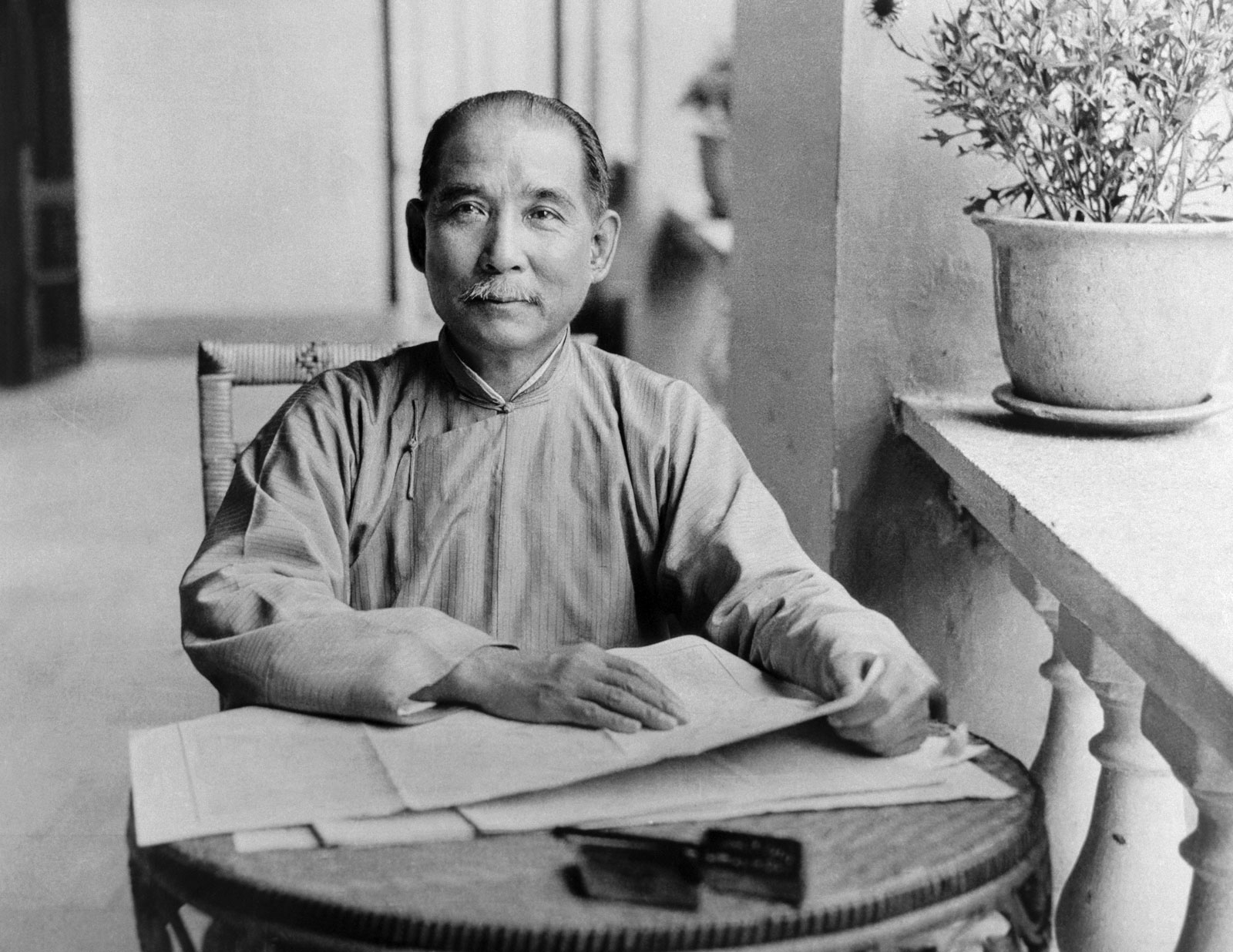
孫文の晩年の写真（1924年）

この頃から孫文は肝臓癌を患い、1925年3月12日、
| 「 | 余、力を国民革命に致すこと爰に凡そ四十年、其の目的は中国の自由平等を求むるに在り。而して四十年の経験に依り、此の目的を達成せんと欲せば必ず克く民衆を喚起し、且つ世界に於て平等を以て我民族を待つものを聯合し、之と協同奮闘するの要あるを知れり。 現在、革命尚ほ未だ成功するに至らず。凡そ我同志は須く余の著す所の建国方略、建国大綱、三民主義及第一次全国代表大会の宣言に依り継続努力し、以て之が貫徹を期すべし。最近の主義たる国民会議の開催及不平等条約の廃除は、殊に最短期間に於て之を実現するを要す。之れ至嘱するところなり。孫文。 | 」 |

と遺言を記して（実際には汪兆銘が起草した文案を孫文が了承したもの）、療養先の北京で客死し、北伐後に南京市に葬られた。その墓は中山陵と呼ばれている。
霊枢を北京より南京城外の中山陵に移すにあたり、31日国民政府中央党部で告別式を行い、国賓の礼を以て渡支した犬養毅が祭文を朗読。霊柩は犬養毅、頭山満の両名が先発して迎え、イタリア主席公使と蔣介石と共に廟後の墓の柩側に立った。

### 死後
精神的、政治的に主柱であった孫文没後の国民党は混迷し、廖仲愷は1925年8月10日に暗殺される。孫文の妻の宋慶齢は国民党を去り、蔣介石と汪兆銘は対立、最高顧問ボロディンは解雇されるなどした。以降、蔣介石が権力基盤を拡大する。
孫文の死後に上海で発生した五・三〇事件を背景にして、汪兆銘は広州国民政府を樹立。1926年7月には、約10万の国民革命軍が組織される。総司令官には蔣介石が就任し、孫文の遺言でもあった北伐を開始。
1927年、蔣介石の上海クーデターにより国共合作は崩壊。国民党は北伐を継続し、1928年6月9日には北京に入城し、北京政府打倒に成功。

## 思想

### 明治維新と孫文の革命観
保阪正康によれば、宮崎滔天や山田良政・山田純三郎らが孫文の革命運動を援助した理由のひとつは、明治維新または自由民権運動の理想が日本で実現できなかったことの代償であったという。
しかし孫文自身も1919年に次のように発言している。
| そもそも中国国民党は50年前の日本の志士なのである。日本は東方の一弱国であったが、幸いにして維新の志士が生まれたことにより、はじめて発奮して東方の雄となり、弱国から強国に変じることができた。わが党の志士も、また日本の志士の後塵を拝し中国を改造せんとした。 |

また1923年には、次のように発言している。
| 日本の維新は中国革命の原因であり、中国革命は日本の維新の結果であり、両者はもともと一つのつながって東亜の復興を達成する |

このように明治維新への共感にもとづき日中の連携を模索した孫文にとって、日本による対華二十一ヶ条要求は「維新の志士の抱負を忘れ」、中国への侵略政策を進展させることであった。

### 革命三段階論
孫文は決して民主制を絶対視していたわけではなく、中国民衆の民度は当時まだ低いと評価していたため民主制は時期尚早であるとし、軍政、訓政、憲政の三段階論を唱えていた。また、その革命方略は辺境を重視する根拠地革命であり、宋教仁らの唱える長江流域革命論と対立した。また孫文はアメリカ式大統領制による連邦制国家を目指していたが、宋教仁は議院内閣制による統一政府を目指した。 このように、孫文は終始革命運動全体のリーダーとなっていたのではなく、新国家の方針をめぐって宋教仁らと争っていた。

### 民族主義
三民主義の一つに民族主義を掲げ、秦以来万里の長城の内側を国土とした漢民族の国を再建すると訴えていたが、満洲族の清朝が倒れると、清朝の版図である満洲やウイグルまで領土にしたくなり、民族主義の民族とは、漢とその周辺の五族の共和をいうと言い出した。
しかし、この五族共和論は、すべての民族を中華民族に同化させ、融合させるという思想に変貌する。1921年の講演「三民主義の具体的実施方法」では「満、蒙、回、蔵を我が漢族に同化させて一大民族主義国家となさねばならぬ」と訴え、1928年には熱河、チャハルのモンゴル族居住地域、青海、西康のチベット族居住地域をすべて省制へと移行させ、内地化を行う。
儒教や漢文、科挙とは無縁の、チベット仏教やイスラムの地が中国の不可分の国土であるなら、制度文物をことごとく華制に従ってきた朝鮮は、なおいっそう中国の不可分の国土であるのは当然であり、孫文はその主著『三民主義』で、朝鮮を「失われた中国の地」と書いている。

## 日本との関係
孫文は生前、日本人とも幅広い交遊関係を持っていた。犬養毅の仲介を経て知り合った宮崎滔天 や頭山満・内田良平らとは思想上も交遊し、資金援助を受けてもいた。また、実業家では、松方幸次郎、安川敬一郎や株式相場師の 鈴木久五郎、梅屋庄吉からも資金援助を受けていた。また、滞日時の支援者の一人に、漫画家・柴田亜美の曽祖父もいた。
ほかにも日本陸軍の佐々木到一が軍事顧問にもなっている。ほか、南方熊楠とも友人で、ロンドン亡命中に知り合って以降親交を深めた。
また孫の自伝『建国方略』の文書中では、犬養毅・平山周・大石正巳・尾崎行雄・副島種臣・頭山満・平岡浩太郎・秋山定輔・中野徳次郎・鈴木久三郎・安川敬一郎・犬塚信太郎・久原房之助・山田良政・宮崎寅蔵（滔天）・菊池良一・萱野長知・副島義一・寺尾亨の名前を列挙し、深く感謝の意を表している。

## 評価

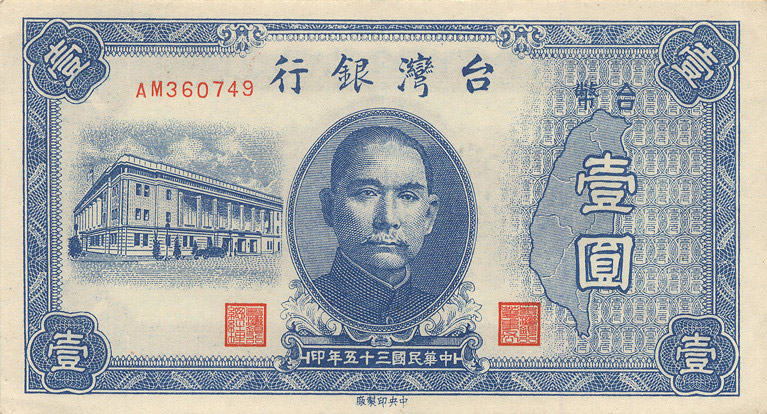
孫文の肖像画の旧台湾ドル紙幣

孫文の評価は一定していないのが実情である。1970年代以前は被抑圧民族の立場から帝国主義に抵抗した中国革命のシンボルとして高く評価された。特に1924年（大正13年）の「大アジア主義講演」が日本の対アジア政策に警鐘を鳴らすものとして絶賛的に扱われていた。しかし、革命への熱気が冷めた1980年代以降は、孫文の独裁主義的な志向性、人民の政治能力を劣等視するような愚民観、漢族中心的（孫文自身、漢民族の一つ・客家人である）な民族主義といった点が問題視されるようになり、現在の中華人民共和国や民主化以前の台湾（中華民国）の権威主義的・非民主的な体制の起源として批判的に言及されることも多くなった。
孫文の評価を難しくしているのは、民族主義者でありながらまだ所有すらしていない国家財産を抵当にして外国からの借款に頼ろうとしたり国籍を変えたり、革命家でありながらしばしば軍閥政治家と手を結んだり、最後にはソ連のコミンテルンの支援を得るなど、目先の目標のために短絡的で主義主張に反する手法にでることが多いためである。
彼の思想である「三民主義」も、マルクス・レーニン主義、自由民主主義、儒教に由来する多様な理念が同時に動員されており、思想と言えるような体系性や一貫性をもつものとは見なしづらい。もっとも、こうした場当たり的とも言える一貫性のなさは、孫文が臨機応変な対応ができる政治活動家であったという理由によって肯定的に評価されてきた。
孫文には中国の革命運動における具体的な実績はそれほどなく、中国国内よりも外国での活動のほうが長い。彼の名声は何らかの具体的な成果によるものと言うより、中国革命のシンボルとしての要素によるものと言える。
孫文の活動した時代を扱った中国史研究書でも、ほとんど言及がないものも少なくないが、これは史料の中に孫文の名前が登場しないという単純な理由による。

## 人物
- 春秋時代の孫子および三国時代の呉の孫権の末裔と伝わる[注釈 4]。
- 生前は、その主張を単なる冗談・大言壮語ととらえ、孫大砲（大砲とはほら吹きに対する揶揄的な表現）と呼ぶ者もいた

## 親族
- 盧慕貞（1867-1952） - 前妻。子に孫科、孫娫、孫婉。1885年結婚、1915年離婚
- 宋慶齢（1893-1981） - 後妻。1915年に東京で結婚。
- 宋美齢 - 妻である宋慶齢の妹、蔣介石の妻
- 孫科 - 字は哲生、孫文の先妻の息子
- 孫治平・孫治強 - 孫文の孫、孫科の長男と次男
- 孫国雄・孫偉仁 - 孫文の曾孫と玄孫
- 陳粹芬（1873–1960）  - 中国人妾。香港に生まれ、1892年に孫文と出会って革命的同志として活動を共にしたが、1911年帰郷。孫一族の墓に妾として名がある。
- 浅田春（1882–1902） - 日本人妾。1897年に横浜で接待係として出会い、1901年に病を理由に帰郷。
- 大月薫（1887-1970） - 日本人妻。1902年より同棲、1904年結婚、1906年離婚。
- 宮川富美子 - 孫文と大月薫との子
- 宮川東一 - 孫文の孫
- 宮川祥子 - 孫文の曾孫[33]

## 孫文が登場する作品
小説
- 三好徹『革命浪人 滔天と孫文』中央公論社, 1979.11. のち文庫
- 陳舜臣『江は流れず-小説日清戦争』中央公論社、1981年（文庫、1984年）
- 浅田次郎『蒼穹の昴』講談社、1996年（文庫、2004年）
- 伴野朗『砂の密約 孫文外伝-革命いまだ成らず』実業之日本社, 1997.9　のち集英社文庫.
- 陳舜臣『山河在り』講談社、1999年（文庫、2002年）
- 陳舜臣『青山一髪』（上下巻）中央公論新社、2003年（改題『孫文』文庫、2006年）
- 平路 池上貞子訳『天の涯までも 小説・孫文と宋慶齢』風濤社, 2003.6.
- 浅田次郎『中原の虹』講談社、2006-07年（文庫、2010年）

映画
孫文が主人公の映画
- 孫文（中国語版）（1986年、中国、監督：丁蔭楠、孫文役：劉文治）
- 孫文（1986年、台湾・香港、監督：丁善璽、孫文役：ラム・ワイサン）
- 孫文 -100年先を見た男-（中国語版）（2006年、中国、監督：デレク・チウ、孫文役：ウィンストン・チャオ）

孫文が登場する映画
- ワンス・アポン・ア・タイム・イン・チャイナ 天地大乱（1993年、香港、監督：ツイ・ハーク、孫文役：ジャン・ティエリン）
- 宋家の三姉妹（1997年、香港、監督：メイベル・チャン、孫文役：ウィンストン・チャオ）
- 孫文の義士団（2009年、香港・中国、監督：テディ・チャン、孫文役：チャン・ハンユー）
- 1911（2011年、中国・香港、総監督：ジャッキー・チェン、監督：チャン・リー、孫文役：ウィンストン・チャオ）
- 赤い星の生まれ（中国語版）（2011年、中国・香港、総監督：韓三平、孫文役：馬少驊（中国語版））

ドラマ
孫文が主人公のドラマ
- 走向共和（2003年、中国、監督：チャン・リー、孫文役：馬少驊（中国語版））

孫文が登場するドラマ
- アジアの曙（TBS、1964年-1965年、演：加藤嘉）
- 明治青春伝 ～孫文と宮崎四兄弟 アジアの自由と独立の旗の下に～（テレビ熊本郷土の偉人シリーズ、1993年、演：翁華栄）
- 青天を衝け（NHK大河ドラマ、2021年、演：東浩）

漫画
- 一輝まんだら（手塚治虫）
- 王道の狗（安彦良和）
- MASTERキートン（浦沢直樹）
- 拳児（松田隆智）

同人誌
- 鉄拳無敵孫中山

ドキュメンタリー
- ハイビジョン特集「孫文を支えた日本人〜辛亥革命と梅屋庄吉」(NHK、2010年5月22日)

## 関連記念施設

### 記念館
- 孫文記念館（移情閣） -  日本兵庫県神戸市垂水区にある孫文ゆかりの建物
- 旧香港上海銀行長崎支店 -  日本長崎県長崎市松が枝町にある孫文と梅屋庄吉との関係や日華連絡船などの歴史記念館
- 孫中山紀念館 -  中国江蘇省南京市玄武区にある孫文の記念館
- 国立国父紀念館 -  台湾台北市信義区にある孫文の記念館
- 国父史蹟館 -  台湾台北市中正區逸仙公園の園内にある記念館
- 孫中山紀念館 -  香港の中環にある孫文の記念館

### 建築
- 中山陵 -  中国江蘇省南京市玄武区にある孫文の陵墓
- 中山楼 -  台湾台北市北投区にある多目的ホール。1966年から2005年まで国民大会の議事堂として使用された

### 学校
- 中山大学 -  中国広東省にある教育部所属の国家重点大学
- 国立中山大学 -  台湾高雄市にある台湾の国立大学

## 著作
- 孫中山 著、孫中山 編『三民主義』三民書局。
- 孫中山 著、秦孝儀主編 編『国父全集』台北近代中国出版社、1989年11月。
- 孫中山 著、陳旭麓、郝盛潮主編 編『孫中山集外集』上海人民出版社、1990年7月。
- 孫文『孫文革命文集』深町英夫編訳、岩波書店〈岩波文庫青230-3〉、2011年9月16日。ISBN 978-4-00-332303-8。
- 孫文全集 外務省調査部訳編. 第一公論社, 1939-40. のち原書房
- 孫文選集 全3巻 社会思想社, 1985-89